# Leptohymenium
Leptohymenium là một chi rêu trong họ Hylocomiaceae.